# Carbide and Carbon Building
De Carbide and Carbon Building is een wolkenkrabber in Chicago, Verenigde Staten. Het gebouw, gelegen aan 230 North Michigan Avenue, is 153,32 meter hoog en ontworpen door Daniel en Hubert Burnham, de zonen van de architect en stadsplanner Daniel Burnham.
De donkergroene façade van het gebouw bestaat uit getint terracotta en zwart graniet bij de basis. Bladgoud bevindt zich over het gehele gebouw. Volgens de verhalen zouden de architecten op deze donkergroene en gouden kleuren zijn gekomen, doordat zij op een feestje een champagnefles met gouden folie zouden hebben gezien.

## Geschiedenis

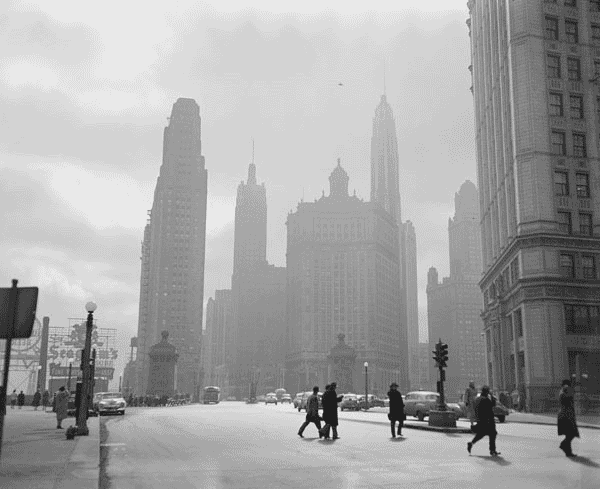
De Carbide and Carbon Building is het tweede gebouw van links. Deze foto van rond 1951 laat de antenne zien, die het gebouw ooit had.

In mei 1928 werd de bouw van de Carbide and Carbon Building aangekondigd door de 230 North Michigan Avenue Building Corporation. In datzelfde jaar begon de bouw als het lokale hoofdkantoor van Union Carbide & Carbon Co. dat sinds 1957 als Union Carbide bekendstaat. De lokale bekendheid van het gebouw zorgde ervoor dat de architecten de opdracht kregen voor de Cuneo Building. Dit gebouw van 200,26 meter zou, om de hoogte te accentueren, steeds lichter van kleur worden, naarmate het gebouw hoger kwam. De Grote Depressie zorgde er echter voor dat het gebouw niet werd gebouwd.
Op 8 mei 1996 werd het gebouw een Chicago Landmark. In hetzelfde jaar werd ook een plan voorgesteld om het kantoorgebouw in een woontoren met 200 appartementten te veranderen.
In de jaren negentig leek de wolkenkrabber, samen met andere gebouwen uit dezelfde tijd, oud en gevaarlijk. Men vond de verdiepingen te klein en water kwam in de mortel voegen terecht. Hierdoor gingen de metalen ankers, waarmee de terracotta platen aan het gebouw vastzaten roesten, waardoor de platen, die zwart van de vervuiling waren, soms braken. In 1999 viel een van de platen, waardoor een voorbijganger geraakt werd.
Eigenlijk zou de hotelketen Radisson het gebouw intrekken, maar uiteindelijk werd toch het Hard Rock Hotel gekozen. Op 1 januari 2004 opende het hotel in de toren, maar pas op 21 april, toen het weer beter was, werd de officiële opening gehouden.

## Locatie

### Bereikbaarheid

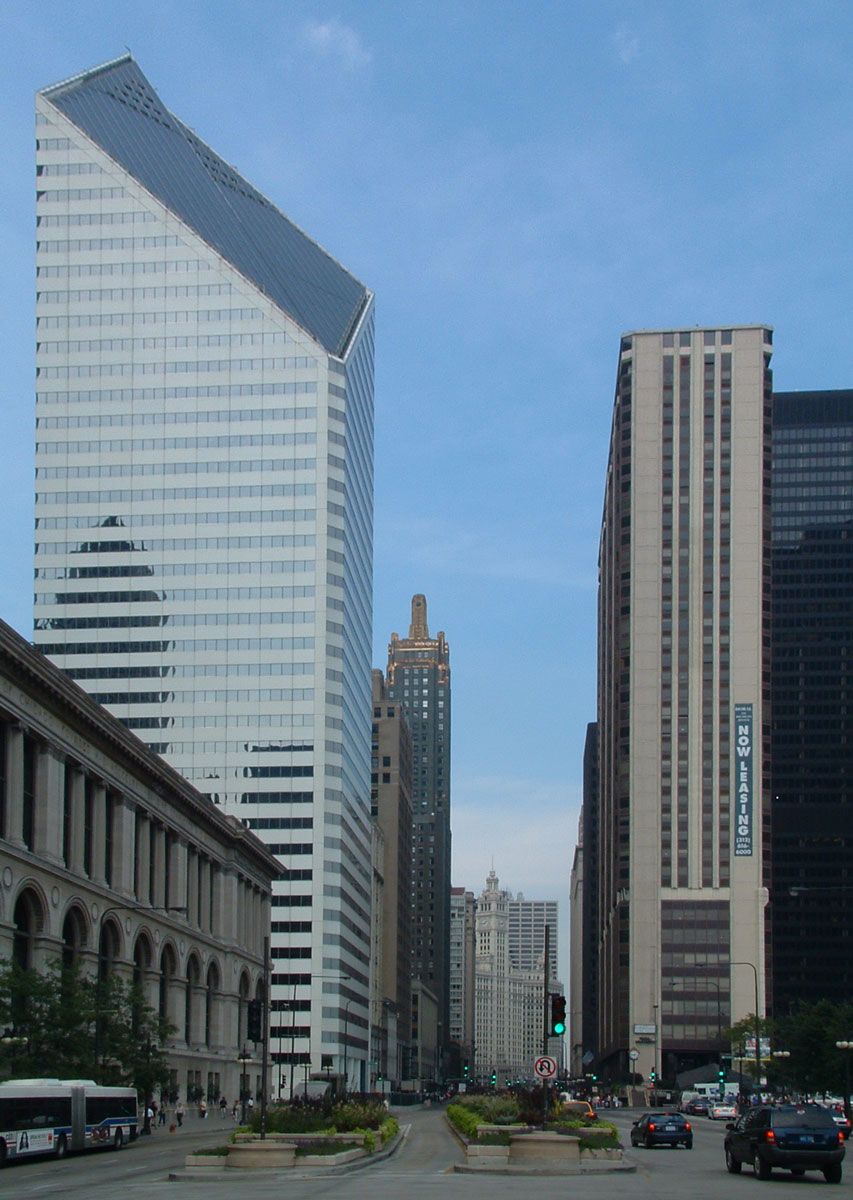
Uitzicht van de kruising van Michigan Avenue en Washington Street naar het noorden. Aan de linker kant is eerst de Smurfit-Stone Building te zien, daarna de Carbide and Carbon Building.

Het gebouw staat aan 230 N Michigan Avenue in de Loop, op de kruising van N Michigan Avenue en South Water Street.
Millennium Station ligt twee blokken verder, op circa 800 meter afstand ligt Van Buren Street Station. Circa 1,6 kilometer verder liggen het Ogilvie Transportation Center, dat de lagere verdiepingen van het Citigroup Center in beslag neemt, en LaSalle Street Station, waar de Chicago Board of Trade Building ook dichtbij ligt. Ongeveer 2,1 kilometer verder liggen Roosevelt Road Station en Union Station.
O'Hare International Airport ligt circa 27,4 kilometer ten noordoosten van de Carbide and Carbon Building. Dit betekent dat het ongeveer 35 minuten duurt om van het vliegveld naar het hotel te rijden met weinig verkeer. Het gebouw ligt ook circa 16,1 kilometer ten noordoosten van het Chicago Midway International Airport. Het kost circa 30 minuten om vanaf het vliegveld naar het gebouw te rijden met weinig verkeer.

### Omgeving
In de omgeving van de Carbide and Carbon Building zijn meerdere bekende gebouwen te vinden. Zo ligt circa 100 meter verder de Smurfit-Stone Building, dat 177,4 meter hoog is en 41 verdiepingen telt. Bij speciale gelegenheden worden de ramen van het gebouw verlicht in patronen, om zo korte berichten te spellen. Op ongeveer 200 meter afstand vindt men 35 East Wacker, ook wel de North American Life Insurance Building genaamd. Dit gebouw, van 159,41 meter hoog, werd op 9 februari 1994 een Chicago Landmark.
Op circa 200 meter afstand staan ook One Prudential Plaza en Two Prudential Plaza. One Prudential Plaza is 183,1 meter hoog tot het dak, maar 278 meter hoog met de antenne meegerekend. Two Prudential Plaza is 303,28 meter hoog en won in 1995 de "Best Structure Award" van de "Structural Engineers Association of Illinois". Daarnaast vindt men ook het Chicago Theatre op ongeveer 200 meter afstand. Het gebouw, ook wel Balaban and Katz Chicago Theatre genoemd, werd op 28 januari 1983 een Chicago Landmark.

## Ontwerp

### Architectuur

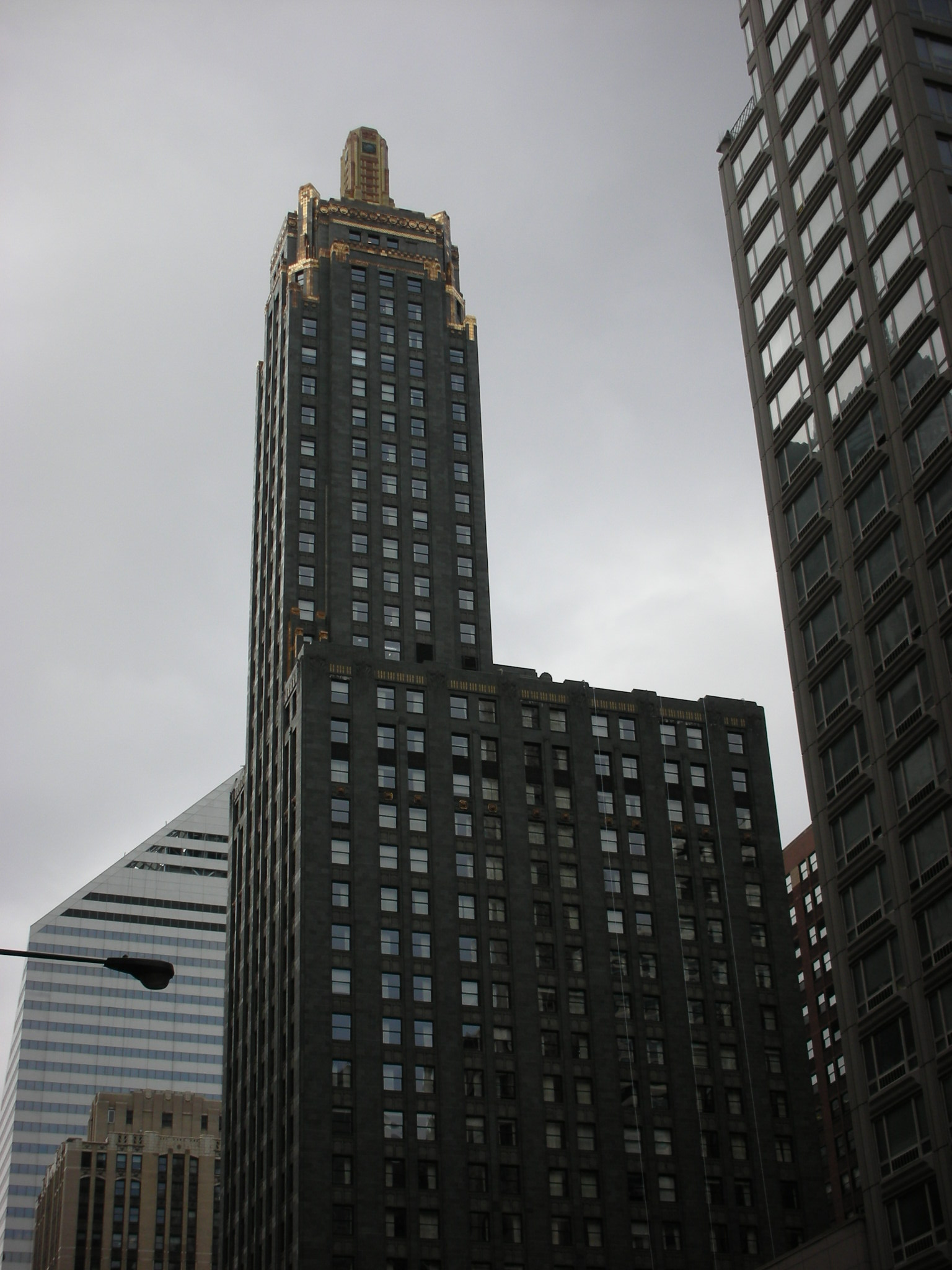
De Carbide and Carbon Building, de overgang van de rechthoekige basis, naar de dunnere toren is goed te zien.

De Carbide and Carbon Building is 153,32 meter hoog en telt 40 verdiepingen. Het gebouw, ontworpen door Daniel en Hubert Burnham, was eerst een kantoortoren, maar werd in 2004 in een hotel veranderd. Het gebouw, dat nu van Hard Rock Hotel Chicago is, heeft een oppervlakte van 26.942 m². Het gebouw bestaat uit een door Charles Harkins ontworpen stalen frame.
Het gebouw begint met een basis van gepolijst zwart marmer en graniet, versierd met bronzen banden. De begane grond was oorspronkelijk ontworpen om de producten van de dochtermaatschappijen van de Carbide and Carbon Corporation, die hun kantoor in het gebouw hadden, te tonen. De ruimtes voor detailhandel aan de noordkant van het gebouw zijn nu omgebouwd tot de lobby van het hotel, de oorspronkelijke lobby van het gebouw, aan Michigan Avenue, is bewaard gebleven en doet nu dienst als lifthal.
Na de basis wordt het gebouw met donkergroen terracotta bekleed, dat accenten van goudkleurig terracotta bevat. Het gebouw houdt zijn rechthoekige vorm tot de 23e verdieping, het bevat echter na de basis in het zuidwesten een rechthoekige inham. Hierna gaat het over in een dunnere toren van 14 verdiepingen aan de voorkant van het gebouw.
Uiteindelijk komt het gebouw uit in een top, waarbij de terugsprongen van het gebouw versierd zijn met bladgoud. Het is echt 24-karaats goud met een dikte van ongeveer 1/2000 centimeter. Ook de spits van 15,24 meter is bijna geheel met bladgoud bekleed en wordt sinds 16 november 2007 's nachts verlicht. Het Hard Rock Hotel voltooide toen een renovatie van $ 106 miljoen en plaatste schijnwerpers op de 24e en 38e etage. Vroeger had men op de top nog een rode antenne geplaatst.

### Kantoor

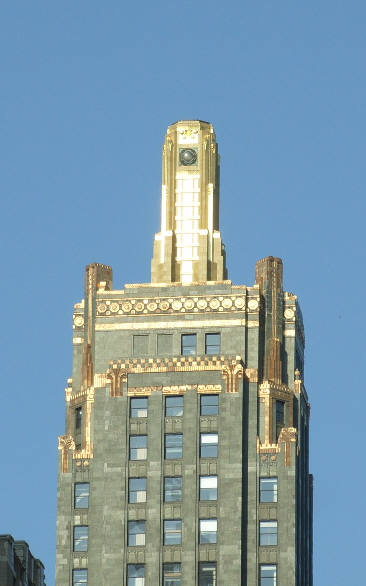
De top van het gebouw na de restauratie.

Voor de restauratie van 2004 was het gebouw nog een kantoorgebouw. De plattegrond van de begane grond, dat dat de hele kavel besloeg, was toen toegankelijk door twee draaideuren en vier normale deuren. Het bevatte vier commerciële ruimtes, waarvan de ruimte aan de achterkant van het gebouw de grootste was. Door de draaideuren kwam men in de lobby terecht. Het gebouw bevatte acht liften en een centrale trap.
Een normale kantoorverdieping bevatte een lobby, waar de liften omheen geplaatst waren. Vanuit de lobby liep een gang, die de vorm van het gebouw volgde. De noordoostelijke hoek van het gebouw bevatte aparte kantoren. Het zuidwesten van de toren bevatte één grote kantoorruimte. De inham in de zuidwestelijke hoek van het gebouw, herbergt een brandtrap die aan de buitenkant van het gebouw bevestigd is.

### Restauratie
Het gebouw werd van 2001 tot 2004 gerenoveerd voor $ 106 miljoen. Bij de renovatie verwijderde en verving men 7700 terracotta stenen van de gevel. De 7700 stenen, die circa 10% van het totaal vormden, waren beschadigd en werden vervangen door stenen die dezelfde kleur en oppervlak hadden. Wiss, Janney, Elstner Associates of Chicago, de firma die de gevel renoveerde wees imitatiegoud voor de top af en koos voor echt, 24 karaats goud. Toch vindt men in de gevel ook nog gebroken platen, die vastgezet zijn met pinnen en niet zijn vervangen. Dit was om geld te besparen.
Ook werden twee aangrenzende gebouwen gesloopt om ruimte te maken voor een zeven verdiepingen tellend gebouw, dat restaurants en een balzaal huist. Lucien Lagrange and Associates, de firma die het gebouw tot een hotel verbouwde en het zeven verdiepingen tellende bijgebouw ontworpen heeft, gaf de toevoeging ongeveer dezelfde hoogte als de zwart granieten basis.

### Lobby
Men komt de lifthal van het gebouw binnen door een van de twee draaideuren aan N. Michigan Avenue. Zowel direct boven de deuren, als aan de bovenkant van de zwart granieten basis is de naam van het gebouw "Carbon and Carbide Building" geschreven. De lobby is bekleed met grijs Tennessee marmer met een rand van zwart Belgisch marmer, en bevat gouden banden. Het bevat platen van opaak glas en messing balustrades. In het plafond vindt men armaturen bedekt met gedecoreerd glas. De lobby bevat nu televisieschermen, waar muziekfilms op worden afgespeeld. De liften bevatten bronzen liftcabines met in elkaar grijpende "C's" en liftdeuren met symmetrische motieven, die bladachtige vormen bevatten.

## Hotel

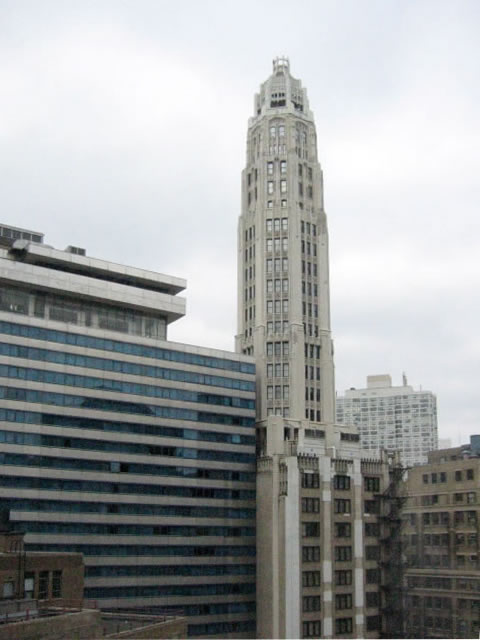
Mather Tower vanaf de Carbide and Carbon Building gezien.

### Kamers
Het hotel herbergt 383 kamers en 13 suites. De standaard kamers hebben een oppervlakte van circa 32,5 m² en bevatten een badkamer en een slaapgedeelte. Daarnaast vindt men ook nog kamers in de toren met een oppervlakte van circa 37,2 m², 41,8 m², 46,5 m², 69,7 m² en 88,3 m². De grootste kamers bevatten een woonkamer, slaapkamer, badkamer en apart een toilet.
Vanuit sommige kamers in het hotel heeft men uitzicht op Michigan Avenue en de Chicago River. Daarnaast is het ook mogelijk om het John Hancock Center, de Tribune Tower, Trump International Hotel and Tower, de Mather Tower en de Wrigley Building te zien.

### Muziek
Het Hard Rock Hotel heeft muziek als thema. Dit is te merken in de lobby's, waar muziek wordt afgespeeld en videoclips op schermen te zien zijn. Daarnaast vindt men ook vitrines in het gebouw waar memorabilia van verschillende popsterren worden getoond.
In het gebouw is ook een winkel te vinden met aan muziek gerelateerde kleding. Daarnaast organiseert het hotel ook gitaarlessen en kan men in de eigen hotelkamer gitaarspelen met de gitaren die bij de balie gehaald kunnen worden.
De bar van het hotel bevindt zich op de begane grond en is open tot vier uur 's nachts. Meestal is er 's avonds livemuziek en een diskjockey.

## Media
De top van de Carbide and Carbon Building is vooral bekend van de film Wanted. In de film maakt een personage een sprong van het Citadel Center op 131 South Dearborn Street, naar de top van de Carbide and Carbon Building. De sprong is nog onwaarschijnlijker dan deze al lijkt, de Carbide and Carbon Building staat namelijk circa vijf blokken ten noorden van het gebouw waaruit het personage springt. Daarnaast wordt ook beweerd dat het gebouw de inspiratie vormde voor het gebouw uit de film Ghostbusters, waar men tegen een kolossale Marshmallowman vocht.